# Helicophagus waandersii
Helicophagus waandersii és una espècie de peix de la família dels pangàsids i de l'ordre dels siluriformes.

## Morfologia
- Els mascles poden assolir 70 cm de longitud total.[1][2]

## Hàbitat
És un peix d'aigua dolça i de clima tropical.

## Distribució geogràfica
Es troba a Àsia: conques dels rius Mekong i Chao Phraya, i, també, a Sumatra (Indonèsia).

## Ús comercial
Es comercialitza fresc.